# Малчанска река
Малчанска река је река у Србији. Извире испод села Врело код Ниша. Малчанска река дугачка је око 10 km, протиче кроз територије села Врело, Пасјаче и Малче и улива се у Нишаву. Сврстава се у водотоке другог реда на подручју Нишке котлине. У најширем смислу она припада сливу реке Нишаве, односно Јужне Мораве, затим Велике Мораве, Дунава, па самим тим и Црноморском сливу.